# Slay the Spire
Slay the Spire è un videogioco di genere roguelike costruzione di mazzi sviluppato da Megacrit e pubblicato da Humble Bundle per PlayStation 4, Nintendo Switch, Xbox One, Microsoft Windows, MacOs, Linux, Android e iOS nel corso del 2019. È stato accolto positivamente dalla critica e dal pubblico ed è considerato come uno dei precursori del genere di costruzione di mazzi. 

## Modalità di gioco
In Slay the Spire bisogna costruire un mazzo di carte per sfidare i nemici che proveranno ad impedire l'ascensione della guglia da cui il gioco prende il nome. All'interno del gioco sono presenti quattro personaggi selezionabili, ognuno con carte e abilità uniche. Durante i combattimenti i giocatori avranno a disposizione tre celle di energia per giocare un numero variabile di carte: ogni tipo di carta ha un proprio costo differente che può andare da 0 a 4. Attraverso attacchi, difesa e potenziamenti bisognerà ridurre i punti vita di tutti i nemici a zero per poter passare alla zona successiva. In caso di vittoria in un combattimento si otterrà la possibilità di aggiungere una carta al proprio mazzo da un insieme di tre carte selezionate casualmente. In caso di sconfitta il gioco finirà e bisognerà ricominciare da capo a causa della meccanica di morte permanente. 
Oltre alle carte se si sconfiggerà un nemico élite si otterrà anche la possibilità di ottenere una reliquia: un potente artefatto che da bonus unici al giocatore per il resto della partita.
Oltre ad i combattimenti sono presenti anche eventi speciali in cui si possono ottenere sia bonus che malus, stanze mercato in cui spendere i soldi ottenuti dai nemici in cambio di carte, reliquie o rimozione di carte; falò in cui potenziare le proprie carte o riposarsi recuperando punti vita.
Alla fine di ogni atto è presente un boss e per vincere una partita bisognerà sconfiggerne almeno tre.
In Slay the Spire  sono presenti tre modalità di gioco selezionabili:

### Gioca
La modalità di base in cui giocare. Prima di ogni partita è possibile selezionare il personaggio con cui giocare e il livello d'ascensione a cui farlo. Le ascensioni sono liste di malus applicati al giocatore per rendere la partita più difficile e per sbloccarne una bisogna vincere una partita al livello precedente. In totale ci sono 20 livelli d'ascensione. In questa modalità è possibile sbloccare obiettivi e aggiungere il proprio punteggio alla classifica mondiale. Non è però possibile aggiungere modificatori o selezionare il seme di generazione del mondo.

### Sfida del giorno
Modalità giornaliera in cui il seme di generazione del mondo è fissato per tutti i giocatori ma non sarà possibile scegliere il personaggio da usare, che viene cambiato ogni giorno. Oltre a ciò saranno presenti 3 modificatori casuali che andranno a modificare sensibilmente l'esperienza dalla modalità classica. Al contrario dei modificatori delle ascensioni quelli della sfida del giorno non sono necessariamente dei malus. 
Alla fine di ogni partita si otterrà un punteggio che verrà inserito nella classifica online del giorno. Gli obiettivi sono bloccati quando si gioca in questa modalità.

### Partita personalizzata
Modalità in cui si potrà decidere personaggio, ascensione e seme di gioco, oltre a poter aggiungere fino a 37 modificatori della partita, ossia gli stessi che possono apparire in modalità sfida del giorno. 
Gli obiettivi sono bloccati quando si gioca in questa modalità.

## Sviluppo
Slay the Spire è il gioco di debutto di MegaCrit, casa di sviluppo fondata nel 2015 da Anthony Giovanetti e Casey Yano. È stato sviluppato sul framework libGDX.
Una prima versione in early access è stata pubblicata nel 2017 su steam. Il gioco è stato pubblicato ufficialmente il 23 gennaio 2019 per Microsoft Windows, macOS e Linux. Successivamente sono arrivati port per le maggiori altre console e dispositivi: il 21 maggio 2019 è uscito su PlayStation 4, il 6 giugno su Nintendo Switch, il 14 agosto su Xbox One, il 13 giugno 2020 su iOS e infine il 3 febbraio 2021 per android. 
Giovanetti ha dichiarato di aver preso ispirazione dal gioco di carte collezionabili Netrunner e dal roguelike FTL: Faster Than Light durante lo sviluppo, da quest'ultimo in particolare per la possibilità di selezione del percorso tramite la mappa. 
Il playtesting è stato affidato all'inizio a membri della community di appassionati di Netrunner gestita da Giovanetti.

## Accoglienza
Slay the Spire ha ricevuto recensioni principalmente positive. Ha una valutazione su Metacritic pari a 89/100 basata su 23 recensioni per la versione PC, 88/100 basato su 7 recensioni per la versione PlayStation 4, 85/100 basato su 13 recensioni per la versione Nintendo Switch e 83/100 basato su 5 recensioni per la versione mobile.
Nelle prime due settimane di uscita in early access ha venduto 2000 copie, successivamente oltre un milione e mezzo al marzo 2019. È stato nominato nella categoria "Fresh Indie Game" ai The Game Awards 2019 e come "Best indie game" ai Golden Joystick Awards 2019.